# 席春
席春（1472年—1536年），字仁同，號虛山，四川遂寧人，祖籍山西臨汾，明朝政治人物，同進士出身。

## 生平
弘治十四年（1501年）辛酉科四川乡试第九名举人，正德十二年（1517年）登丁丑科進士，改庶吉士，十四年八月授河南道監察御史，巡按雲南。嘉靖元年（1522年）四月因兄席書擔任南京兵部侍郎，而避嫌改為翰林院檢討，參與修撰《武宗實錄》，嘉靖四年（1525年）書成后，應當升遷。內閣大學士費宏則以席春非翰林而入，則擬制其與檢討劉夔一同擔任按察使司僉事。席書上疏反對，稱纂修書成而外派為官沒有先例。明世宗則決定留任席春，并升其爲翰林院修撰，五年任礼部会试同考官，充經筵展書官，参与纂修《明倫大典》，書成，升侍讲学士，充經筵講官。嘉靖十年（1531年）主持應天府乡试，十月再升爲翰林學士掌院事，充經筵日講官，十一年十二月升礼部右侍郎。嘉靖十二年（1533年）席春由禮部右侍郎改為吏部右侍郎。當初朝議舉薦翰林，席春欲召回楊維聰、陳沂等人，招致吏部尚書汪鋐反對，兩人遂結仇，并屢次攻擊。汪鋐誣陷其曾經在大禮議中依附楊廷和，十二年九月席春被罷免落職，十五年冬于家中去世。

## 家族
曾祖席思恭、祖席瑄、父席祖憲，封知縣；母吳氏（封孺人）。永感下，妻黃氏，繼妻陳氏；兄書（布政司布政使）、詩（義官）、記，弟彖（戶科給事中）。